# 櫻紅無齒脂鯉
櫻紅無齒脂鯉，為輻鰭魚綱脂鯉目脂鯉亞目無齒脂鯉科的其中一個種，分布於南美洲委內瑞拉的奧里諾科河流域，體長可達16.7公分，棲息在泥底質的溪流、池塘，生活習性不明。